# Kacykarzyk purpurowy
Kacykarzyk purpurowy (Euphagus cyanocephalus) – gatunek średniej wielkości ptaka z rodziny kacykowatych (Icteridae), zamieszkujący Amerykę Północną. Często spotykany w dużych stadach razem z epoletnikiem krasnoskrzydłym.

## Systematyka
Blisko spokrewniony z kacykarzykiem karolińskim (E. carolinus). Nie wyróżnia się podgatunków.

## Morfologia
Długość ciała samców 23 cm, masa ciała 60–73 g; długość ciała samic 21 cm, masa ciała 50,6–67 g. Czarny, z purpurowym połyskiem na głowie i zielonym na tułowiu. Dziób stożkowaty, ostro zakończony. Tęczówki kremowobiałe do jasnożółtych. Samica szarobrązowa, jaśniejsza na głowie i szyi; tęczówki ciemnobrązowe. Młode ptaki podobne do samicy. Młode samce czarniawe, z szarą brwią oraz skąpymi, szarymi prążkami na grzbiecie i piersi.

## Zasięg, środowisko
Tereny otwarte i zadrzewienia, na zachód od środkowej i południowo-środkowej części Ameryki Północnej. Zimę spędza w środkowo-zachodniej i południowej części Ameryki Północnej – po południowy Meksyk.

## Status
Międzynarodowa Unia Ochrony Przyrody (IUCN) uznaje kacykarzyka purpurowego za gatunek najmniejszej troski (LC, Least Concern) nieprzerwanie od 1988 roku. W 2020 roku organizacja Partners in Flight szacowała liczebność populacji lęgowej na 23 miliony osobników. Trend liczebności populacji uznawany jest za spadkowy.